# Mpho Koaho

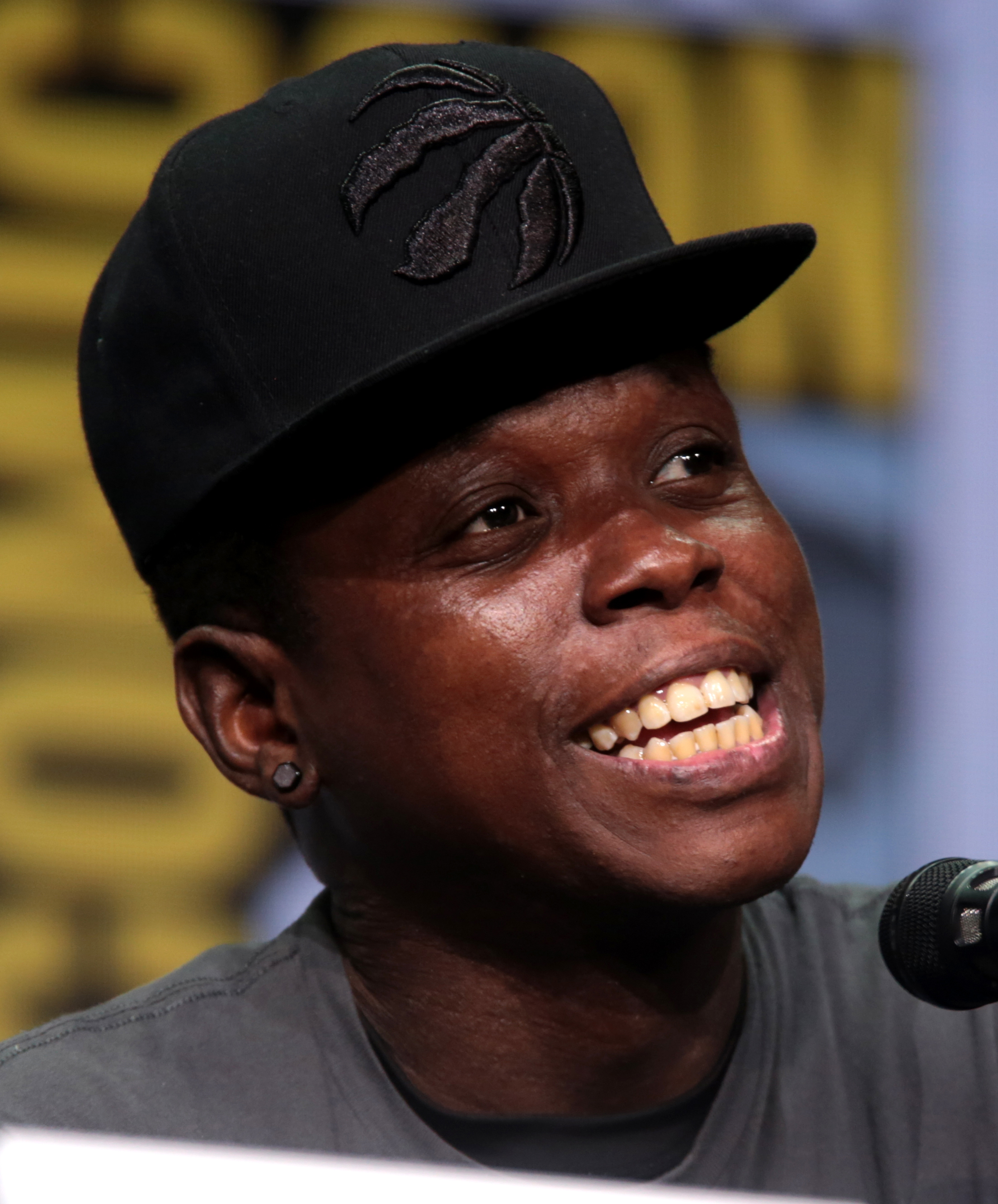
Mpho Koaho

Mpho Koaho (/ˈʊmpoʊ ˈkwɑːhoʊ/) (* 22. April 1979 in Toronto, Ontario) ist ein kanadischer Schauspieler mit südafrikanischen Wurzeln.

## Leben
Koaho begann seine Schauspielerkarriere 1998 mit dem Film Down in the Delta. Danach wirkte er u. a. in den Filmen The Salton Sea, Vier Brüder, Get Rich or Die Tryin’ und Saw III bzw. Saw VI mit.
Im Jahr 2009 war er für zwei Gemini Awards nominiert: Für seine Rolle in der kanadischen Serie Soul sowie seinen Gastauftritt in der Serie Flashpoint. Für erstere hat er die Auszeichnung gewonnen.
Von 2011 bis 2015 übernahm er eine Hauptrolle in der von Steven Spielberg produzierten Science-Fiction-Serie Falling Skies.

## Filmografie (Auswahl)
- 1998: Down in the Delta
- 2002: The Salton Sea
- 2005: Vier Brüder (Four Brothers)
- 2005: Get Rich or Die Tryin’
- 2006: Saw III
- 2008: Flashpoint – Das Spezialkommando (Flashpoint, Fernsehserie, eine Folge)
- 2009: Saw VI
- 2009: Soul (Fernsehserie, 5 Folgen)
- 2011–2015: Falling Skies (Fernsehserie, 44 Folgen)
- 2014: Black or White
- 2016: Hell on Wheels (Fernsehserie, 2 Folgen)
- 2016–2017: Dirk Gentlys holistische Detektei (Dirk Gently’s Holistic Detective Agency, Fernsehserie, 16 Folgen)
- 2017: The Expanse (Fernsehserie, 5 Folgen)
- 2018: Nomis – Die Nacht des Jägers (Night Hunter)

## Videospiele
- 2014: Fallinkg Skies: The Game (Anthony Synchronisation)